# Pentheopraonetha latifrons
Pentheopraonetha latifrons là một loài bọ cánh cứng trong họ Cerambycidae.